# 田边清
田边清（日语：／ Tanabe Kiyoshi，1940年10月10日—），日本男子拳击运动员。他曾代表日本参加1960年夏季奥林匹克运动会拳击比赛，获得一枚铜牌。他也曾在1962年亚洲运动会获得金牌。